# Atomowe amazonki
Atomowe amazonki (tytuł oryg. Xian dai hao xia zhuan) – hongkoński film akcji w reżyserii Ching Siu-tunga i Johnniego To, którego premiera odbyła się 30 września 1993 roku.
Film zarobił 5 227 014 dolary hongkońskie w Hongkongu.

## Obsada
Źródło: Filmweb

- Maggie Cheung – Chat
- Michelle Yeoh – Ching
- Takeshi Kaneshiro – Chong Hon
- Damian Lau – komisarz Lau
- Anthony Wong – Kau
- Sean Lau – Tak
- Anita Mui – Tung Lau/Wonder Woman
- Paul Chun – pułkownik
- Shan Kwan – prezydent